# Loxigilla
Loxigilla é um género de ave da família Thraupidae.

## Espécies
Este género contém as seguintes espécies:
- Loxigilla barbadensis Cory, 1886
- Loxigilla noctis (Linnaeus, 1766)